# Biserica „Sfântul Nicolae” din Năpadova
Biserica „Sf. Nicolae” este o biserică amplasată în Năpadova, raionul Florești, Republica Moldova. Este un monument arhitectural de importanță națională inclus în Registrul monumentelor Republicii Moldova ocrotite de stat cu nr. 257 (raionul Camenca). Datează din 1843.